# Мак (село)
Вижте пояснителната страница за други значения на Мак.
Мак е село в Южна България, община Ардино, област Кърджали.

## География
| Население по години | Население по години |
| ------------------- | ------------------- |
| 1934 г.             | 281 души            |
| 1946 г.             | 338 души            |
| 1956 г.             | 400 души            |
| 1975 г.             | 278 души            |
| 1985 г.             | 199 души            |
| 1992 г.             | 34 души             |
| 2001 г.             | 8 души              |
| 2011 г.             | един                |
| 2019 г.             | 6 души              |

Село Мак се намира в най-източната част на Западните Родопи, на около 5 km западно от границата им с Източните Родопи, на около 19 km югозападно от центъра на град Кърджали, 8 km югоизточно от град Ардино и 9 km запад-северозападно от град Джебел. Разположено е по южния склон на възвишението с направление югоизток между долините на Джебелска река и вливащия се в нея на километър югоизточно от селото неин приток Кюпрюдере. Надморската височина в селото намалява на югоизток по билото на възвишението от около 770 m до 600 m, а на юг край Джебелска река е около 520 – 540 m.
Близките до село Мак околни села са Гърбище (кметство) на около 4 km северозападно, Църквица на около километър северно, Мишевско на около 3 km източно, Щерна на около 2 km югоизточно, Рожденско и Теменуга – на по 2 – 3 km югозападно.

## История
Селото – тогава с име Мък Мъл – е в България от 1912 г. Преименувано е на Мак с министерска заповед № 3775, обнародвана на 7 декември 1934 г.
Към 31 декември 1934 г. село Мак се е състояло от махалите Кара Мустафалар, Кика (Киклер), Муховци (Гюней махале), Орле (Сърт махле) и Побожи (Юмероглар).

## Население
Преброяване на населението през 2011 г.
Численост и дял на етническите групи според преброяването на населението през 2011 г.:
|                     | Численост | Дял (в %) |
| Общо                | 1         | 100,00    |
| Българи             | 0         | 0,00      |
| Турци               | 0         | 0,00      |
| Цигани              | 0         | 0,00      |
| Други               | 0         | 0,00      |
| Не се самоопределят | 0         | 0,00      |
| Неотговорили        | 0         | 0,00      |

## Религии
Изповядваната в село Мак религия е ислям.

## Обществени институции
Молитвеният дом в село Мак е джамия .